# Municipio de East Roanoke
El municipio de East Roanoke (en inglés: East Roanoke Township) es un municipio ubicado en el condado de Randolph en el estado estadounidense de Arkansas. En el año 2010 tenía una población de 509 habitantes y una densidad poblacional de 9,45 personas por km².

## Geografía
El municipio de East Roanoke se encuentra ubicado en las coordenadas 36°11′15″N 91°2′43″O / 36.18750, -91.04528. Según la Oficina del Censo de los Estados Unidos, el municipio tiene una superficie total de 53.89 km², de la cual 52,61 km² corresponden a tierra firme y (2,37 %) 1,28 km² es agua.

## Demografía
Según el censo de 2010, había 509 personas residiendo en el municipio de East Roanoke. La densidad de población era de 9,45 hab./km². De los 509 habitantes, el municipio de East Roanoke estaba compuesto por el 96,86 % blancos, el 1,38 % eran afroamericanos, el 0,79 % eran amerindios, el 0,59 % eran de otras razas y el 0,39 % eran de una mezcla de razas. Del total de la población el 0,59 % eran hispanos o latinos de cualquier raza.